# Wu Shaotong
Wu Shaotong (* 13. Dezember 1998 in Harbin) ist eine chinesische Snowboarderin. Sie startet in der Disziplin Halfpipe.

## Werdegang
Wu startete international erstmals bei den Juniorenweltmeisterschaften 2015 in Yabuli. Dort errang sie den zehnten Platz. Im folgenden Jahr wurde sie bei den Olympischen Jugend-Winterspielen in Oslo Fünfte in der Halfpipe. Ihr Debüt im Snowboard-Weltcup hatte sie im Dezember 2016 in Copper Mountain, das sie auf dem 19. Platz beendete. Bei den Snowboard-Weltmeisterschaften 2017 in Sierra Nevada belegte sie den 15. Platz und bei den Snowboard-Weltmeisterschaften 2019 in Park City den 12. Platz. In der Saison 2018/19 kam sie im Weltcup dreimal unter die ersten Zehn und errang damit den 21. Platz im Freestyle-Weltcup und den neunten Platz im Halfpipe-Weltcup. Bei der Winter-Universiade 2019 in Krasnojarsk holte sie die Bronzemedaille. In der folgenden Saison erreichte sie mit vier Top-Zehn-Platzierungen, darunter zwei vierte Plätze, den 14. Platz im Freestyle-Weltcup und den fünften Rang im Halfpipe-Weltcup. Bei den Winter-X-Games 2020 in Aspen wurde sie Siebte und bei den Burton US Open 2020 in Vail Sechste. Im Februar 2022 errang sie bei den Olympischen Winterspielen in Peking den 22. Platz.